# Danmarks Liberale Studerende
Danmarks Liberale Studerende (DLS) är en dansk, liberal studentorganisation. Organisationen grundades 1910 och är knutet till det liberala partiet Venstre och har lokalföreningar i universitetsstäderna Århus, Odense, Köpenhamn och Aalborg. DLS är en av Danmarks äldsta studentorganisationer.
Även om DLS är knutet till Venstre, så är det fortfarande en självständig organisation. Däremot är DLS med i Venstres utbildningsnämnd och organisationen utser delegater till att deltaga i Venstres landsmöte. Annars har organisationen mer lokalt förankrade uppgifter i att verka för en liberal påverkan av skolpolitiken i de skolor som de finns i.